# Смерть і похорони Філіпа, герцога Единбурзького
Принц Грецький і Данський Філіп Маунтбеттен-Баттенберг-Глюксбург, Герцог Единбурзький (англ. Prince Philip Mountbatten, Duke of Edinburgh), чоловік королеви Великої Британії та королівств Співдружності Єлизавети II, помер у 99-річному віці вранці 9 квітня 2021 року, за два місяці до свого 100-річчя. Британська королівська сім'я не оприлюднила причину смерті. В офіційній заяві лише повідомили, що Філіп помер «спокійно».
У Великій Британії оголосили національний траур після смерті принца Філіпа. У країні були приспущені прапори. Не приймалися закони, оскільки королева не займалася державними справами. Парламентарі носили чорні стрічки на рукавах, чоловіки — чорні краватки. Королівська сім'я перебувала у жалобі протягом 30 днів.
Представники різних країн висловлювали співчуття королеві, британському народу і громадянам Співдружності.

## Проблеми зі здоров'ям і смерть

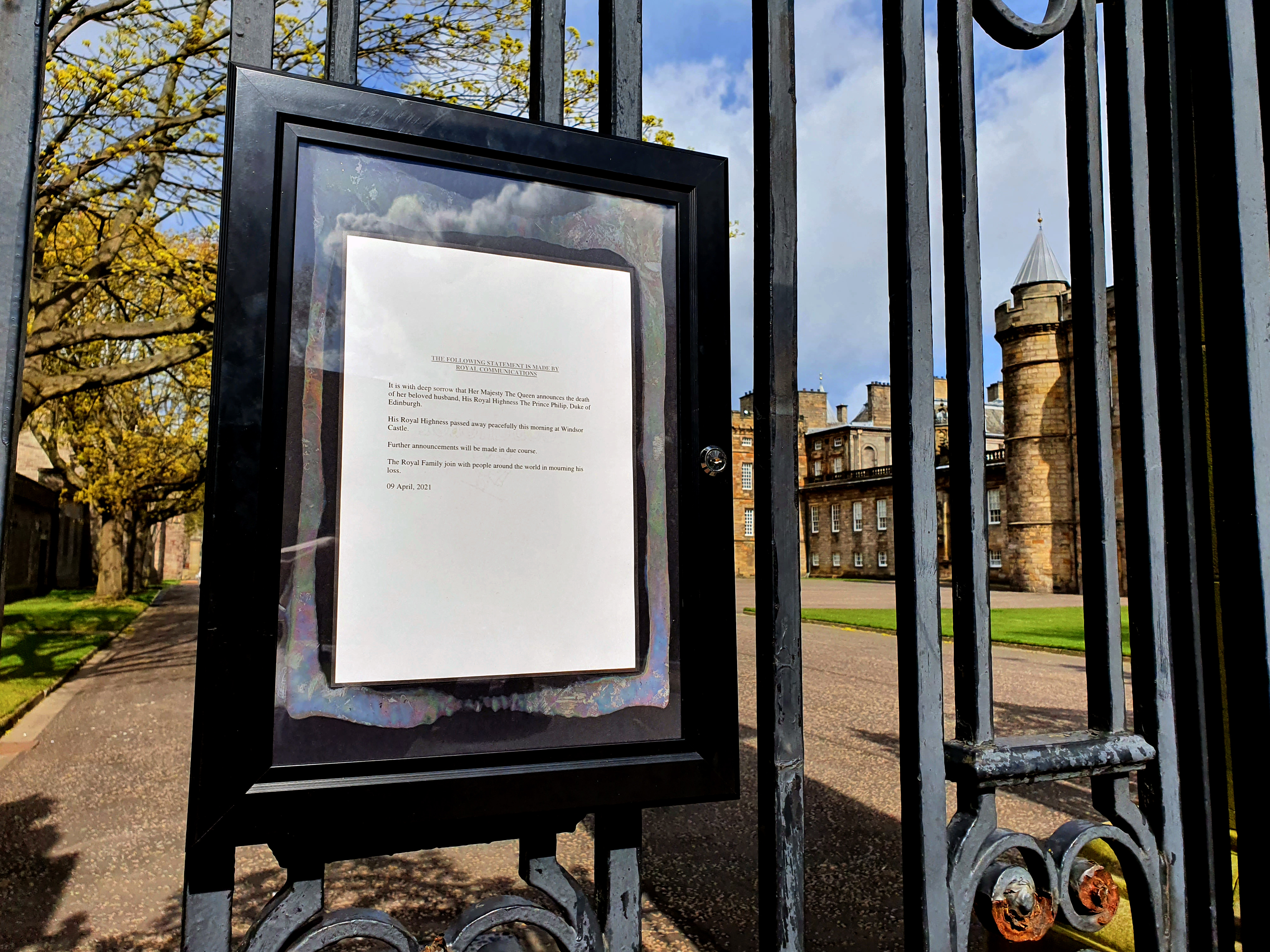
Офіційне повідомлення про смерть герцога Единбурзького, вивішене за межами Голірудського палацу в Единбурзі

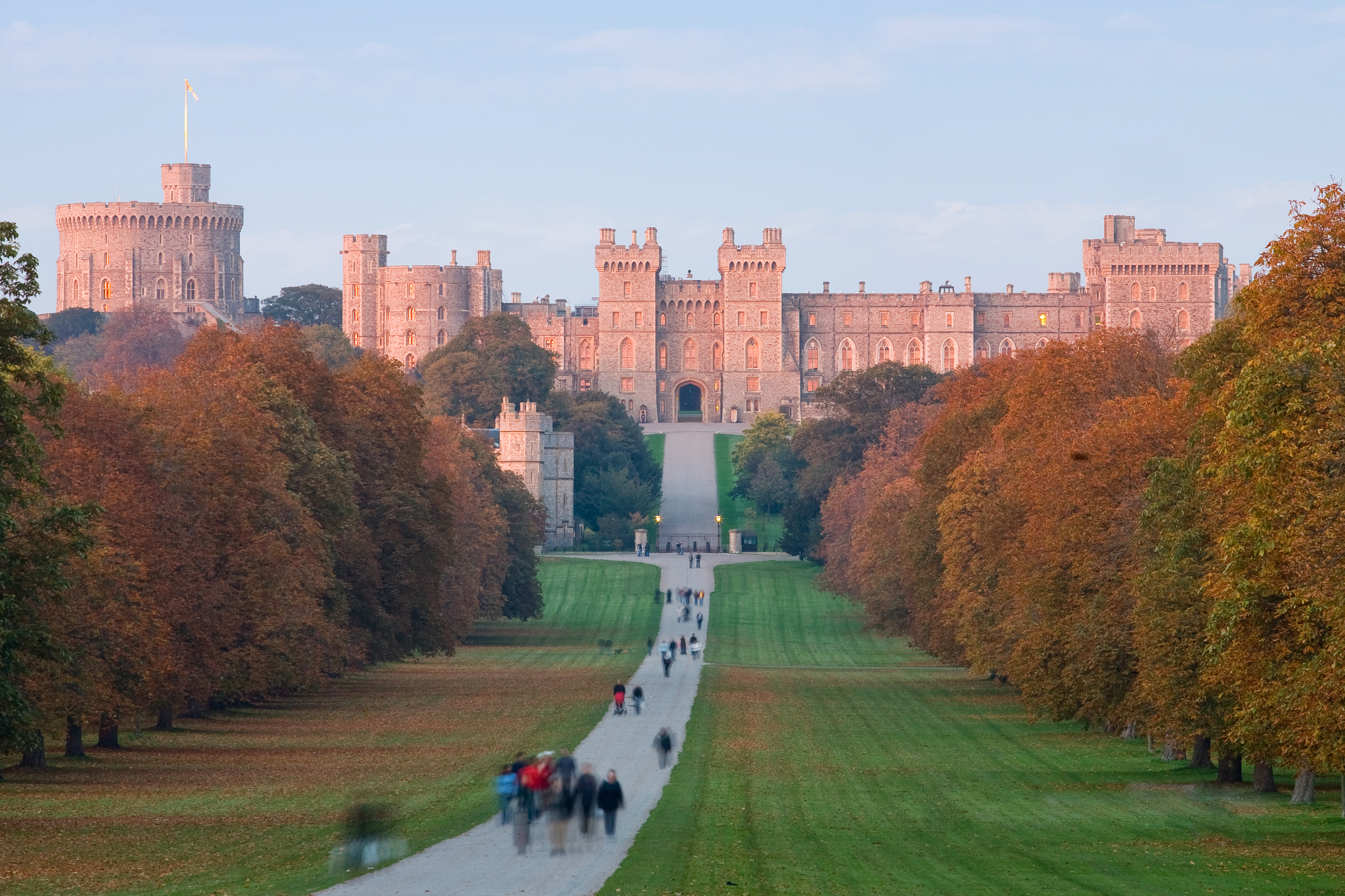
Віндзорський замок

Принц Філіп упродовж декількох років, що передували його смерті, кілька разів перебував у лікарні. У 2011 році він був госпіталізований з коронарною недостатністю, у 2012 році — через інфекцію сечового міхура. У червні 2013 року він переніс операцію на черевній порожнині, а в квітні 2018 року — операцію на стегні.
16 лютого 2021 року герцога госпіталізували до лікарні короля Едуарда VII для профілактики здоров'я після погіршення самопочуття. 1 березня його перевели до Госпіталя Святого Варфоломія, а 3 березня він успішно переніс операцію, яку йому зробили через проблеми з серцем. 5 березня його перевели назад до лікарні короля Едуарда VII, а 16 березня його виписали і повернувся до Віндзорського замку.
Про його смерть королівська сім'я оголосила опівдні по британському літньому часу 9 квітня 2021 року. У заяві повідомлялось, що герцог «мирно помер» того ранку.
Принц Філіп був визнаний найбільш довгоживучим принцом-консортом в історії британської монархії, хоча він відмовився прийняти цей титул ще в 1954 році.

## Останні дні перед смертю
Анонімне джерело у Віндзорському замку розповідає, що принц активно просився додому з лікарні після операції на серці, зробленої, ймовірно, щоб зустріти його столітній ювілей, проте його це не хвилювало. Він хотів повернутися додому й у жодному разі не померти в лікарні. Останні дні він провів за читанням книжок, гріючись на сонці, багато спілкувався з родичами, писав їм листи. Філіп нікому не дозволяв себе годувати й одягати, намагався бути самостійним, відмовився від крісла на колесах. У ніч проти 9 квітня стан його здоров'я різко погіршився, піддані й родичі пропонували їхати до лікарні, проте Єлизавета II, яка чергувала тоді біля його ліжка, заборонила везти його.

## Похорон

Штандарт принца Філіпа

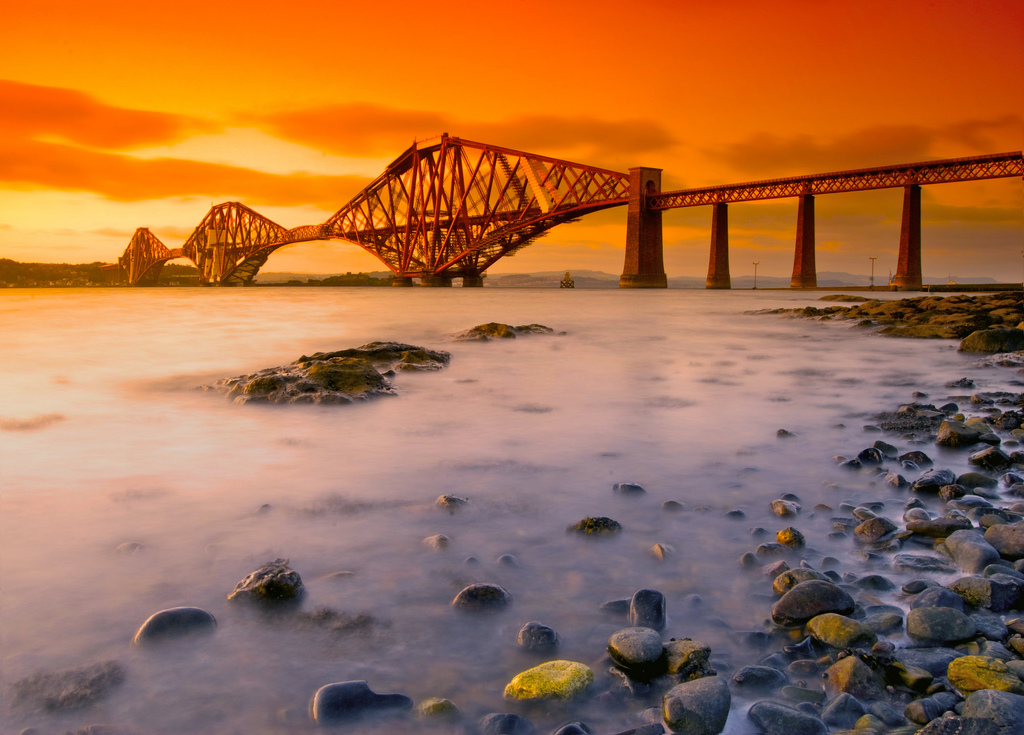
Форт-Брідж

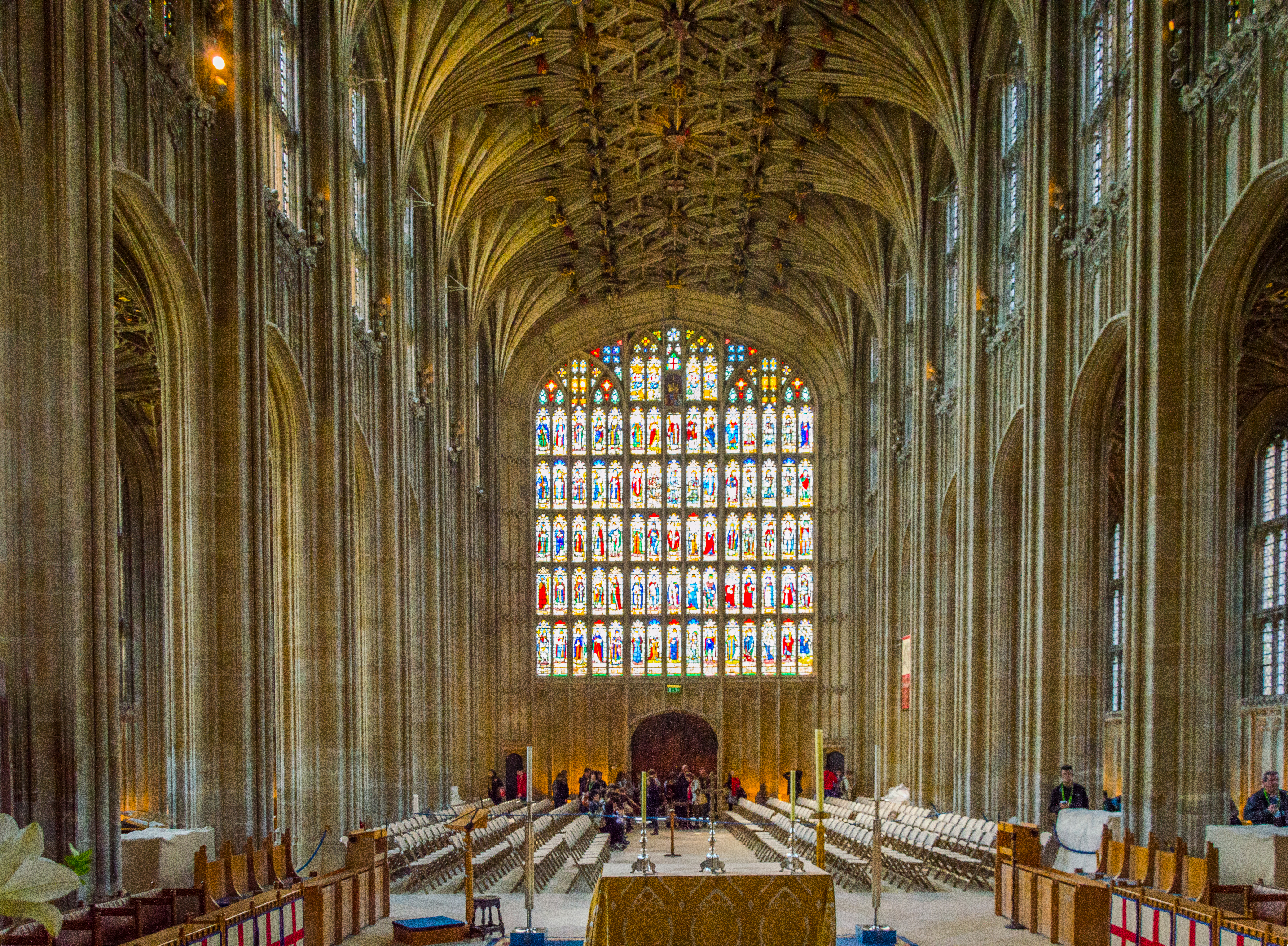
Сучасний інтер'єр каплиці Святого Георгія

Королівський двір заздалегідь готувався до смерті Філіпа. Сценарій похорону отримав кодову назву «операція Форт-Брідж» (англ. Operation Forth Bridge), і згідно з ним, очікувалося, що на похорон до Лондона і Віндзора зберуться тисячі людей, деякі, можливо, навіть будуть ночувати на вулиці, щоб зайняти гарні точки огляду, звідки буде видно процесію. У рамках цього сценарію вздовж вулиць, якими пройшла б процесія, вишикувалися сотні військових, а порядок охороняли тисячі поліцейських. Однак у зв'язку з початком посилення пандемії COVID-19 плани довелося змінити. Дружина герцога Філіпа, королева Єлизавета II, наказала провести церемонію так, щоб не допускати натовпів і дотримати карантинні вимоги і правила соціального дистанціювання. За тодішнього епідеміологічного становища у Великій Британії на похороні могло бути присутніми не більше 30 осіб.
При підготовці похорону герцога передбачалося, що вони будуть за формою королівськими, але не державними, і перед ними не буде церемонії публічного прощання, як, зі слів анонімного джерела, і хотів сам принц. Геральдична палата повідомила, що до похорону його тіло залишиться у Віндзорському палаці, церемонія відбудуться там же, у каплиці Святого Георгія. Королівський двір з жалем просив публіку у зв'язку з пандемією COVID-19 не приїжджати на похорон.
Прем'єр-міністр Великої Британії Борис Джонсон заявив, що не буде присутній на похоронах, аби дозволити бути присутнім там якомога більшій кількості членів сім'ї герцога.
Похорони принца Філіпа пройшли 17 квітня о 15:00 за британським літнім часом і транслювалися по телебаченню. На похоронах були присутні тільки найближчі — діти і онуки, а також кілька родичів самого герцога. Повідомлялося, що сам принц Філіп попросив, щоб його похорони проходили якомога скромніше. Зокрема, він не хотів, щоб його труну виставляли для публічного прощання. Труна була обгорнута в його особистий штандарт, елементи якого символізують різні сторони його життя: від народження в грецькій королівській родині до британських титулів. Зверху лежали його шабля і флотський кашкет.
Ініційований після його смерті план включав пресреліз, випущений Букінгемським палацом одночасно для «Бі-бі-сі» та «Ассошіейтед Прес». Пресреліз вийшов опівдні. «Бі-бі-сі» призупинила всі програми, крім дитячих, до 6 години вечора 9 квітня, замінивши їх відповідними. По радіо звучав спочатку національний гімн, а потім — траурна музика. Телевізійні канали транслювали спеціальні репортажі про життя герцога. Новинна трансляція на каналі «Бі-бі-сі» пройшла «темною». Після оголошення про смерть Філіпа показали зображення герцога з виконанням національного гімну. Інші великі британські мовні компанії — ITV, Channel 4 і Channel 5 — вчинили аналогічно, призупинивши регулярне мовлення. Передачу на BBC Four припинили на весь день. Пізніше 4-й канал розкритикували за те, що ввечері 9 квітня він продовжував транслювати більшу частину своєї запланованої програми. Як «Бі-бі-сі», так і ITV отримали значну кількість скарг глядачів за те, що канали скасували, або ж перенесли, регулярні програми. У свою чергу «Бі-бі-сі» отримала понад 100 тисяч скарг на занадто докладне висвітлення смерті принца Філіпа. Це стало рекордом в історії британського телебачення. Унаслідок цього аудиторія каналу BBC One увечері 9 квітня знизилася на 6 % порівняно з попереднім тижнем, аудиторія каналу BBC Two — на 65 %.

### Гості
У зв'язку з пандемією COVID-19 тільки 30 гостей змогли бути присутніми на похоронах принца Філіпа особисто. Це:
- Єлизавета II, вдова герцога
- Чарльз, принц Уельський, син герцога
- Камілла, герцогиня Корнуолльська, невістка герцога
- Принц Вільям, герцог Кембриджський, онук герцога
- Кетрін, герцогиня Кембриджська, внучата невістка герцога
- Принц Гаррі, герцог Сассексський, онук герцога
- Принцеса Анна, дочка герцога
- Сер Тімоті Лоренс, зять герцога
- Пітер Філліпс, онук герцога
- Зара Тіндолл, онука герцога
- Майкл Тіндолл, внучатий зять герцога
- Принц Ендрю, герцог Йоркський, син герцога
- Принцеса Беатріс, онука герцога
- Едоардо Мапеллі-Моцці, внучатий зять герцога
- Принцеса Євгенія, онука герцога
- Джек Бруксбенк, внучатий зять герцога
- Принц Едвард, граф Уессекський, син герцога
- Софі, графиня Уессекська, невістка герцога
- Леді Луїза Маунтбеттен-Віндзор, онука герцога
- Джеймс, віконт Северн, онук герцога
- Принц Річард, герцог Глостерський, троюрідний брат герцога
- Принц Едвард, герцог Кентський, двоюрідний брат герцога (поколінням нижче)
- Олександра Кентська, двоюрідна сестра герцога (поколінням нижче)
- Девід Армстронг-Джонс, 2-й граф Сноуден, племінник герцога
- Леді Сара Чатто, племінниця герцога
- Деніел Чатто, внучатий зять герцога
- Бернхард, наслідний принц Баденський, внучатий племінник герцога
- Генріх Донатус Філіп Умберто Гессенський, троюрідний брат Герцога (поколінням нижче)
- Філіп Гогенлое-Лангенбурзький, внучатий племінник герцога
- Пенелопа Нетчбулл, графиня Маунтбеттен Бірманська[en], дружина двоюрідного брата Нортона Начбулла, 3-його графа Маунтбеттена Бірманського (поколінням нижче)

## Вшанування пам'яті принца Філіпа у Британії та за її межами

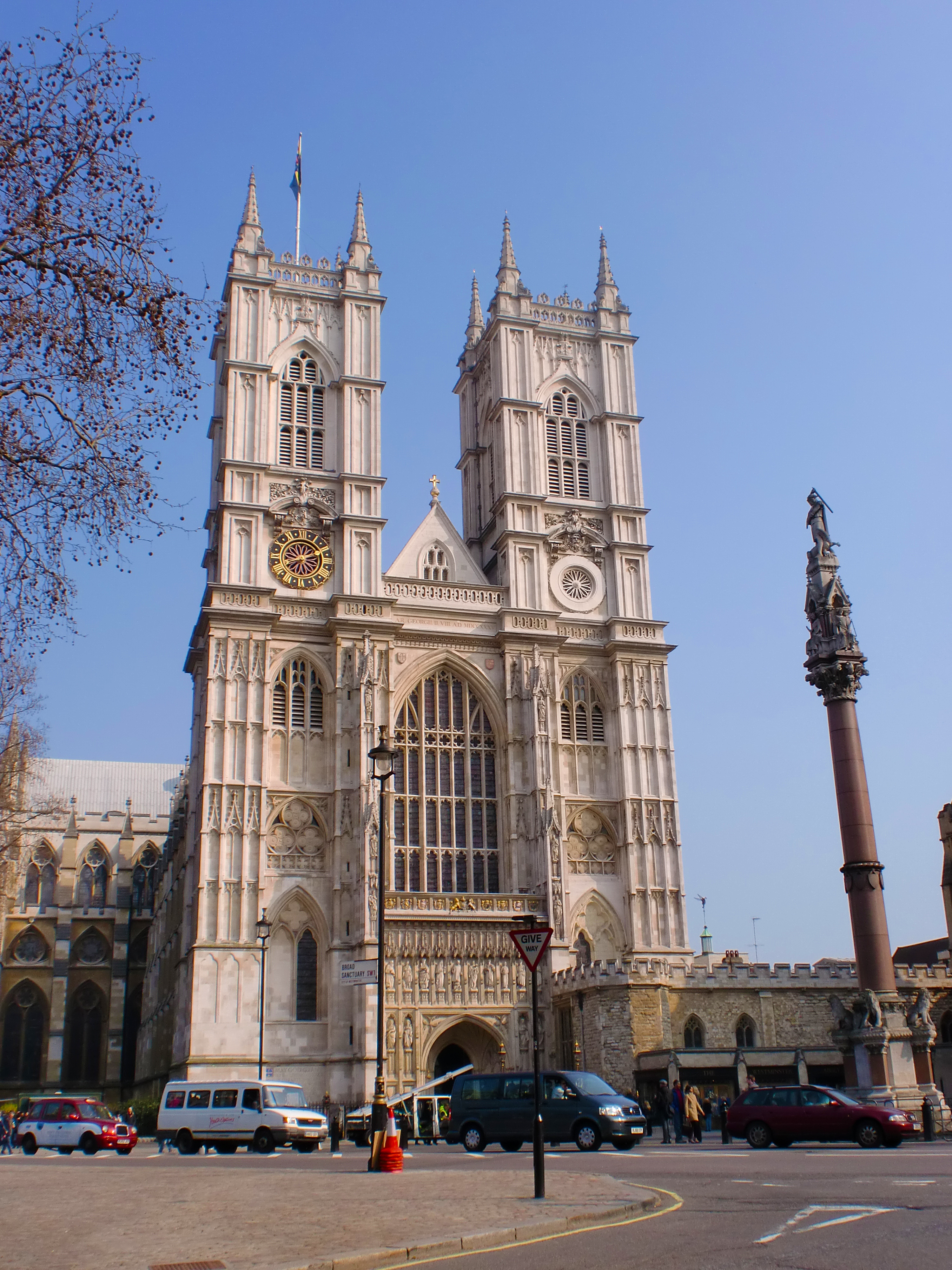
Вестмінстерське абатство

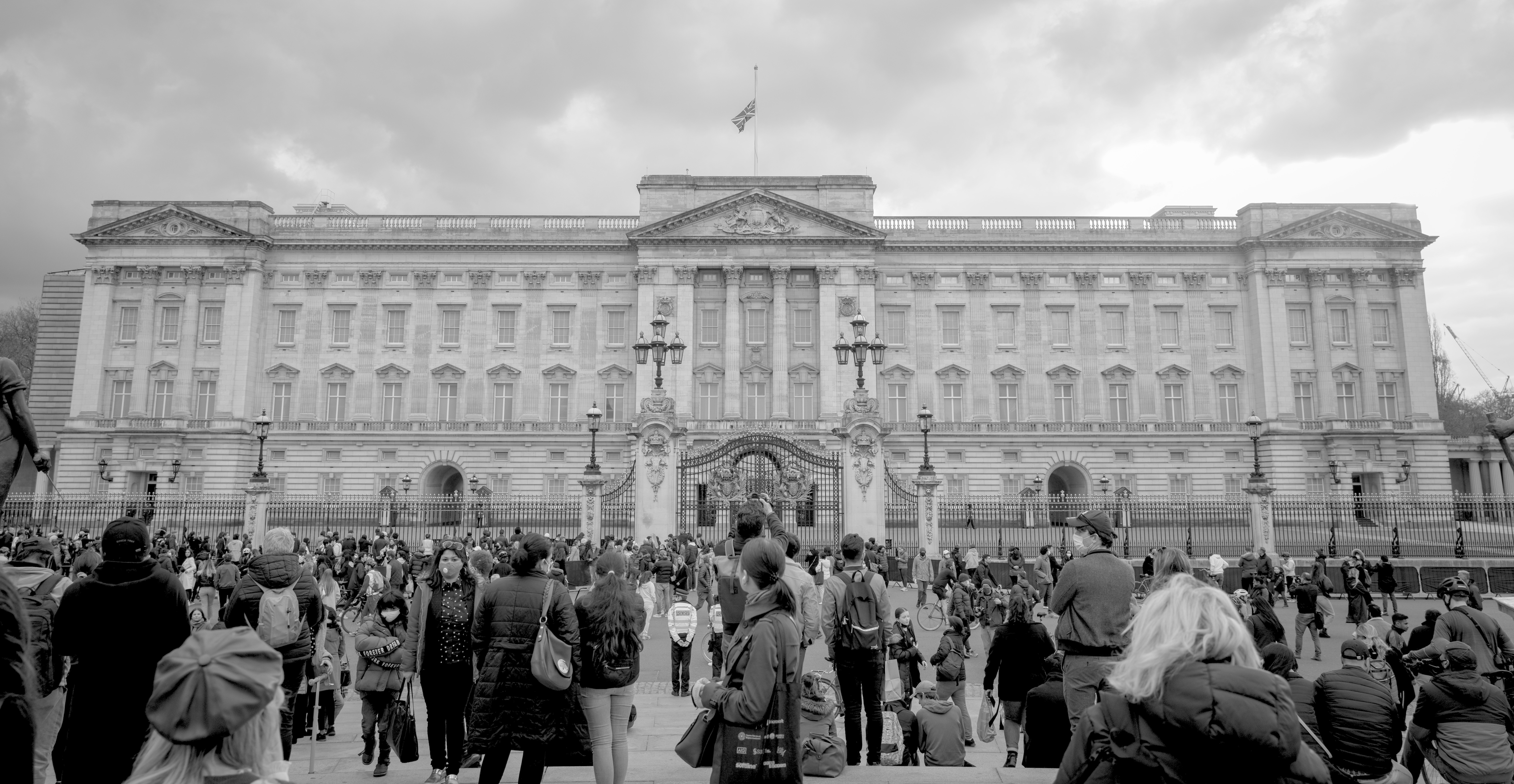
Приспущений прапор над Букінгемським палацом

У Великій Британії влада оголосила загальнонаціональний траур після смерті принца Філіпа. Королівська сім'я сумувала протягом 30 днів. У Великій Британії не приймалися закони під час восьмиденного трауру, тому що королева не займалася державними справами.
На будівлях всіх державних установ Великої Британії приспустили прапори на знак скорботи про смерть принца Філіпа, герцога Единбурзького. Вони залишалися приспущеними до восьмої години ранку за місцевим часом наступного дня після похорону принца Філіпа. Королівський штандарт у цей період, за традицією, не опускається, символізуючи непорушність інституту монархії.
О 6-й годині вечора задзвонив теноровий дзвін Вестмінстерського абатства, який відміряв кожну хвилину протягом 99 хвилин, по удару на рік життя герцога. По всій Великій Британії, у Гібралтарі і з військових кораблів в море пролунали залпи артилерійського салюту в пам'ять про принца Філіпа. Салют почався рівно опівдні за лондонським часом, гармати здійснили з інтервалом в хвилину 41 залп. У казармах Королівської артилерії у Вулідже постріли здійснювалися з гармат часів Першої світової війни, з яких стріляли в 1947 році на честь весілля принца Філіпа, а пізніше — під час коронації Єлизавети II. Артилерійський салют транслювався онлайн. Громадянам Великої Британії рекомендували дивитися за ним з вікон, не залишаючи будинків.
Філіп все життя був захопленим спортсменом. У ці дні світ спорту також віддавав данину поваги принцу Філіпу. Футбольні, регбійні та крикетні матчі у Великій Британії починалися з хвилини мовчання, а гравці виходили на поле в чорних пов'язках на рукавах. У ніч проти неділі фотографія принца Філіпа з'явилася на стіні стадіону Тоттенхем Готспур. У Ліверпулі перед гонками під час національного фестивалю Randox Health оголосили двохвилинне мовчання в пам'ять про покійного принца Філіпа.

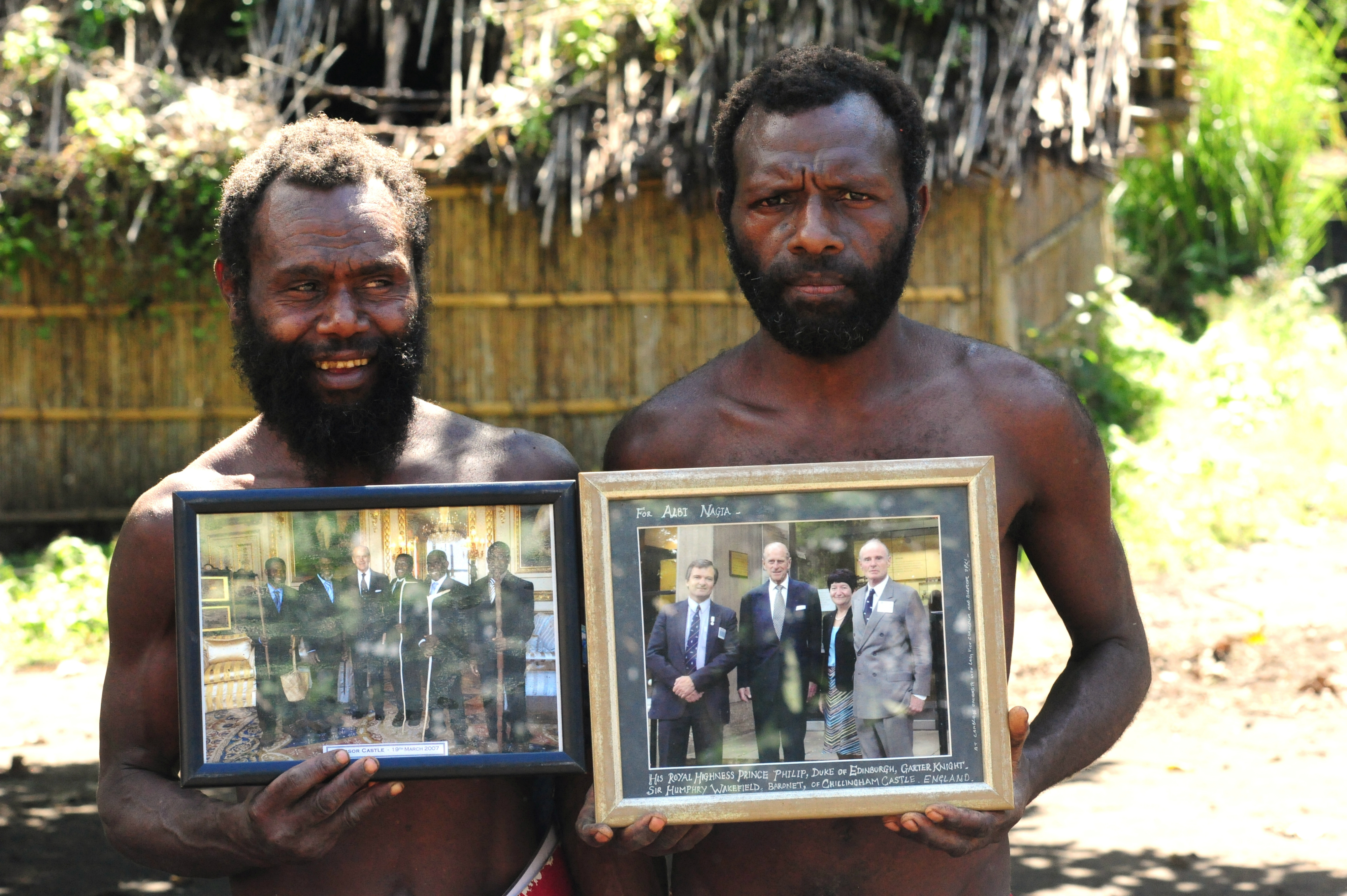
Аборигени племені Яоннен, які вважають принца Філіпа богом

На острові Танна у Вануату смерть принца Філіпа має особливе значення: одне з місцевих племен шанує його як бога. «Рух принца Філіпа» з'явився на острові в 50-ті роки минулого століття. Він бере початок з давньої легенди, згідно з якою білошкірий чоловік, народжений духом вулкана, поїде за океан і одружується там з могутньою жінкою, а потім повернеться на острів. Після того як стало відомо про смерть чоловіка британської королеви, плем'я занурилося в траур, який може тривати кілька тижнів.
Філіп був президентом Британської академії кіно і телевізійних мистецтв (BAFTA) в 1959—1965 роках. Завдяки принцу премію почала підтримувати королівська сім'я. На відкритті церемонії вручення нагород BAFTA 2021, яка проходила в онлайн-форматі, вшанували пам'ять принца Філіпа.

## Реакція

### Королівська сім'я
У приватній бесіді з Ендрю, герцогом Йоркським, Єлизавета II сказала, що смерть принца Філіпа «залишила величезну порожнечу в її житті».

### Україна
Президент України Володимир Зеленський написав у своєму твіттері: «Глибокі співчуття Королівській родині. Непоправна втрата для британського народу. Україна сумує разом з Великою Британією. Принц Філіп прожив велике життя, щоб служити своєму народові та бути прикладом для майбутніх поколінь»..
Телеканал «ТРК-Україна» транслював процесію похорону Принца Філіпа.